# Њуман (Калифорнија)
Њуман (енгл. Newman) град је у америчкој савезној држави Калифорнија. По попису становништва из 2010. у њему је живело 10.224 становника.

## Демографија
Према попису становништва из 2010. у граду је живело 10.224 становника, што је 3.131 (44,1%) становника више него 2000. године.
| Група             | 2000.         | 2010.         |
| Белци             | 2.987 (42,1%) | 3.319 (32,5%) |
| Афроамериканци    | 89 (1,3%)     | 234 (2,3%)    |
| Азијати           | 131 (1,8%)    | 191 (1,9%)    |
| Хиспаноамериканци | 3.648 (51,4%) | 6.299 (61,6%) |
| Укупно            | 7.093         | 10.224        |